# Mollungens naturreservat

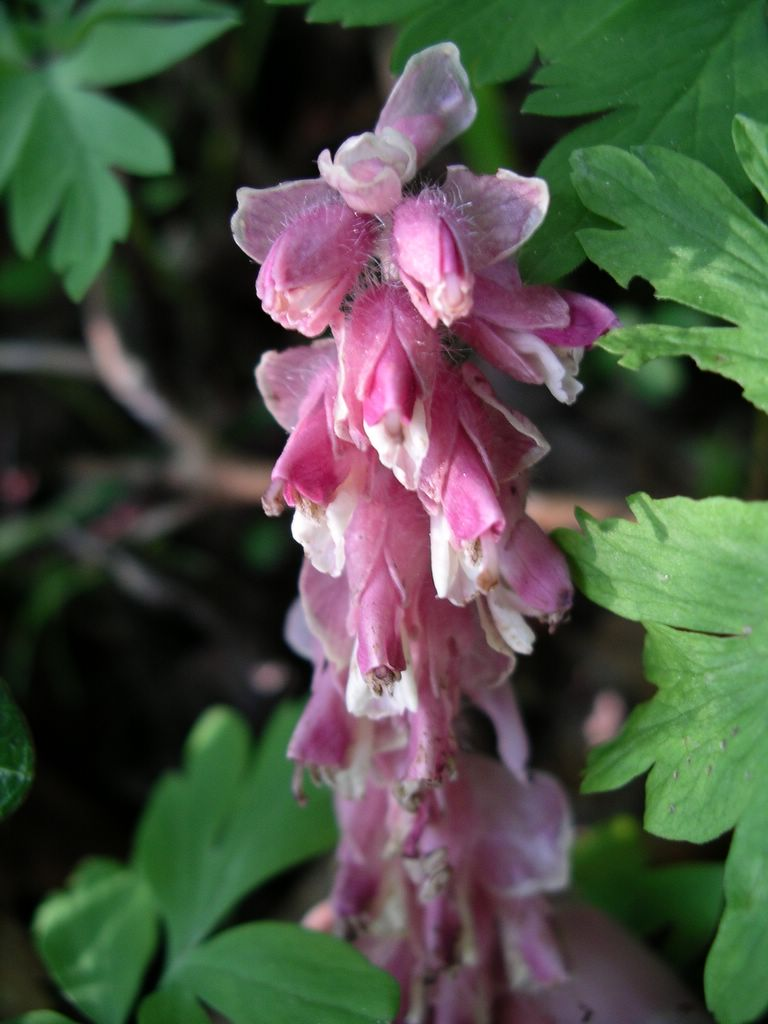
Vätteros

Mollungen är ett naturreservat i Ods socken i Herrljunga kommun i Västergötland. 
Reservatet ligger nordöst om Borgstena, 18 km söder om Herrljunga och omfattar 171 hektar. Där finns ett stort bokbestånd och ner mot sjön Sandsken i norr hagmarker och änger. Området är skyddat sedan 1997.  
Mollungen i Herrljunga kommun är ett gammalt frälsehemman. Gården och dess närmaste omgivningar har blivit kända för de stora bestånden av bok, bland de största i gamla Älvsborgs län. Förutom nära gårdsbebyggelsen finns bokbestånd i sluttningen ner mot sjön Sandsken. Här finns också stora områden med blandad ädellövskog. Nere vid sjön möter ett omväxlande landskap med hagmarker och små ängar.
Väster om torpet Jättabacken växer mycket grova träd. På några av dessa växer rikligt med lunglav. Totalt finns inom området 147 arter av lavar och 27 olika mossor registrerade. I sluttningen ner mot sjön kan man finna trolldruva, vätteros, desmeknopp, lundstjärnblomma och dvärghäxört. På våren syns en matta av vårblommor med vitsippa, blåsippa, svalört och vårlök.
Inom reservatet noteras flera lövskogsberoende fågelarter såsom mindre hackspett, stenknäck, mindre flugsnappare och stjärtmes. 
Reservatet förvaltas av Västkuststiftelsen.